# 小行星144633
小行星144633（144633 Georgecarroll）是一颗绕太阳运转的小行星，为主小行星带小行星。该小行星于2004年3月发现。
該小行星以美國精密儀器、定日儀和望遠鏡製造商喬治·卡羅爾（George Carroll）命名。

## 轨道参数
小行星144633的轨道半长轴为390 291 201 km（2.6088984 UA），离心率为0.152。